# حكيمة بنت موسى الكاظم
حكيمة بنت موسى الكاظم الهاشمية القرشية، من سيدات أهل البيت، وهي بنت الإمام موسى الكاظم، سابع أئمّة أهل البيت عند الشيعة، وهي أخت الإمام الرضا، وهو ثامن أئمة أهل البيت عند الشيعة، وكانت حكيمة من رُواة الحديث.

## النسب
وهي حكيمة بنت موسى الكاظم بن جعفر الصادق بن محمد الباقر بن علي السجاد بن الحسين الشهيد بن علي المرتضى بن أبو طالب بن عبد المطلب بن هاشم، وهي بنت الإمام الكاظم، سابع أئمّة أهل البيت عند الشيعة، وأمها أم ولد، وهي أخت الإمام علي الرضا، وهو ثامن أئمة أهل البيت عند الشيعة.

## سيرتها
وهي بنت الإمام الكاظم، سابع أئمّة أهل البيت عند الشيعة، وهي أخت الإمام علي الرضا، وهو ثامن أئمة أهل البيت عند الشيعة، وعاصرت ثلاثة من أئمة الشيعة وهم الإمام الكاظم والرضا والجواد، عدها البرقي ممّن روت الحديث عن أخيها الإمام الرضا، روت عن أخيها الرضا، وروى عنها محمد بن جحرش، وقيل ركبتها الحمى لسماعها كلام الجني، ووصفوها بأنها عالمة جليلة ومن ربات العبادة والصلاح، ويذكر بأنها عاشت زمناً طويلاً، وكانت من سيدات أهل البيت.